# Зятьков, Иван Павлович
Ива́н Па́влович Зятько́в (26 августа 1926, Пропойск, Могилёвская область — 2009) — советский и белорусский физик, декан физического факультета Белорусского государственного университета (1963—1979), проректор Белорусского государственного университета по научной работе (1979—1986).

## Биография
Родился в 1926 году в Пропойске (ныне Славгород). До Великой Отечественной войны окончил 8 классов. Во время войны воевал в партизанском отряде с июня по сентябрь 1943 года, затем до 1950 года служил в рядах Советской армии. После демобилизации два года работал в органах суда и прокуратуры Минска и одновременно учился в 9 и 10 классах.
В 1957 году с отличием окончил Физико-математический факультет Белорусского государственного университета, затем — аспирантуру по кафедре физической оптики. Преподавал на кафедре физической оптики (ассистент, старший преподаватель, доцент); в 1963—1979 годах — декан физического факультета, в 1979—1986 годах — проректор университета по научной работе, в 1981—1994 годах — заведующий кафедрой физической оптики.
Умер в 2009 году.

## Научная деятельность
Основные направления исследований — инфракрасная спектроскопия и КР-спектроскопия органических соединений. В 1963 году по этой тематике он защитил кандидатскую диссертацию.
Подготовил тринадцать кандидатов наук.
По результатам научных исследований И. П. Зятьковым с учениками опубликовано более 200 работ. В 1984 году была опубликована монография «Колебательные спектры диацильных пероксидов и перэфиров» (в соавторстве с Д. И. Сагайдак, М. М. Зубаревой).

## Награды
- «Заслуженный работник Высшей школы БССР» (1982) — за успехи в научной, преподавательской и организационной работе на физическом факультете и в Белорусском государственном университете
- Почётная грамота Верховного Совета Белорусской ССР
- 2 ордена, в том числе орден Отечественной войны II степени (17.1.1991)[3]
- 15 медалей.